# Tri Mogili (Kardzjali)
Tri Mogili (Bulgaars: Три могили) is een dorp in het zuiden van Bulgarije. Het dorp is gelegen in de gemeente Kardzjali in de oblast Kardzjali. Het dorp ligt hemelsbreed 11 km ten noordoosten van Kardzjali en 200 km ten zuidoosten van de hoofdstad Sofia.

## Bevolking
Het dorp Tri Mogili had bij een schatting van 2020 een inwoneraantal van 302 personen. Dit waren 13 mensen (-4,1%) minder dan 315 inwoners bij de officiële census van februari 2011. De gemiddelde jaarlijkse groei in die periode komt daarmee uit op -0,42%, hetgeen hoger is dan het landelijk jaarlijks gemiddelde over deze periode (-0,63%). In 1985 woonden er echter nog 480 personen in het dorp: veel etnische Turken (en andere moslims) verlieten in 1989 Bulgarije als gevolg van de assimilatiecampagnes van het communistisch regime van Todor Zjivkov, waarbij alle Turken en andere moslims in Bulgarije christelijke of Bulgaarse namen moesten aannemen en afstand moesten doen van hun islamitische gewoonten.
- 1934 304
Koninkrijk Bulgarije
- 1946 378
Volksrepubliek Bulgarije
- 1956 396
Volksrepubliek Bulgarije
- 1965 453
Volksrepubliek Bulgarije
- 1975 427
Volksrepubliek Bulgarije
- 1985 480
Volksrepubliek Bulgarije
- 1992 354
Republiek Bulgarije
- 2001 295
Republiek Bulgarije
- 2011 315
Republiek Bulgarije
- 2020 302
Republiek Bulgarije

- Koninkrijk Bulgarije
- Volksrepubliek Bulgarije
- Republiek Bulgarije

In het dorp wonen nagenoeg uitsluitend etnische Turken. In de optionele volkstelling van 2011 identificeerden 314 van de 315 ondervraagden zichzelf als etnische Turken - oftewel 99,7% van alle ondervraagden.
| Etnische samenstelling van de respondenten (2011) | Etnische samenstelling van de respondenten (2011) | Etnische samenstelling van de respondenten (2011) | Etnische samenstelling van de respondenten (2011) | Etnische samenstelling van de respondenten (2011) |
| ------------------------------------------------- | ------------------------------------------------- | ------------------------------------------------- | ------------------------------------------------- | ------------------------------------------------- |
|                                                   |                                                   |                                                   |                                                   |                                                   |
| Bulgaren                                          | Bulgaren                                          |                                                   | 0,0%                                              | 0,0%                                              |
| Turken                                            | Turken                                            |                                                   | 99,7%                                             | 99,7%                                             |
| Roma                                              | Roma                                              |                                                   | 0,0%                                              | 0,0%                                              |
| Anders/Onbekend                                   | Anders/Onbekend                                   |                                                   | 0,3%                                              | 0,3%                                              |